# Tymbark

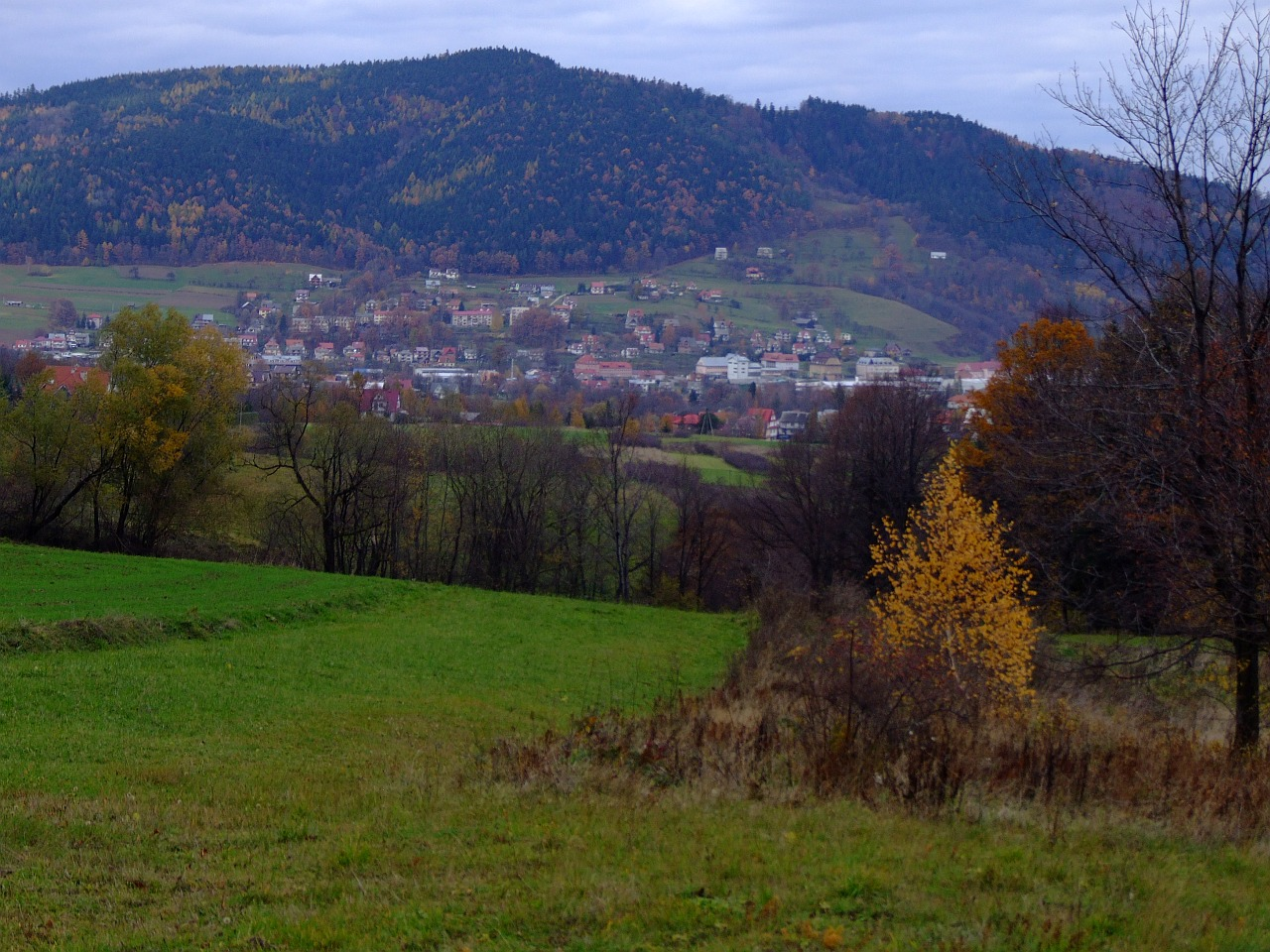
Überblick

Tymbark ist ein Dorf in Polen in der Wojewodschaft Kleinpolen. Es ist Sitz der Landgemeinde Tymbark.

## Geografische Lage
Der Ort liegt in den Inselbeskiden an der Droga krajowa 28 zwischen Limanowa und Mszana Dolna.

## Geschichte
Der Ort Tymbark verdankt seine Existenz Kasimir dem Großen, der 1349 hier eine Pfarrei und eine dazugehörige Kirche (ecclesia nostra Tymbarcensi) gründete. Der Ort wurde Jodłowa Góra (z. B. im Jahr 1353 als in civitate … Jodiowa góra, etwa Tannenberg, in der Quellen z. B. Timbarg im Jahr 1393) genannt. Schon drei Jahre später verlieh er dem Ort Stadtrecht. Vermutlich waren die Einwohner zu dieser Zeit hauptsächlich Deutsche, weil der deutsche Name die polnische Jodłowa Góra verdrängte. Während der zunehmenden Polonisierung kam es zu einer Anpassung des deutschen Namens Tannenberg an die polnische Sprache und so wurde im 16. Jahrhundert das erste Mal der heutige Name Tymbark erwähnt. Zu Beginn des Jahrhunderts wurde die Stadt auch unter direkte Verwaltung des Königs gestellt. Trotz des Stadtstatus war die Stadt sehr von der Landwirtschaft abhängig und auch ihre Struktur war größtenteils dörflich. Ende des 16. Jahrhunderts wurde eine kirchliche Schule und ein Spital errichtet.
Die Stadt gehörte zunächst zum Königreich Polen (ab 1569 Adelsrepublik Polen-Litauen), Woiwodschaft Krakau, Kreis Szczyrzyc. Bei der Ersten Teilung Polens kam Tymbark 1772 zum neuen Königreich Galizien und Lodomerien des habsburgischen Kaiserreichs (ab 1804). Ab dem Jahr 1855 gehörte Tymbark zum Bezirk Limanowa.
1830 kam Tymbark in Privatbesitz und blieb es bis zum Ersten Weltkrieg. In den 1830er Jahren erfuhr die Stadt einen Aufschwung; so vergrößerte sich die Anzahl der Handwerker und auch der Handel belebte sich. 1837 wurde eine Darlehenskasse in Tymbark eröffnet. Es folgten eine Post und der Anschluss an die Bahnstrecke Chabówka–Nowy Sącz. Während des Ersten Weltkrieges zogen russische und österreichische Truppen durch die Stadt. 1934 verlor Tymbark auf Grund einer zu geringen Bevölkerung sein Stadtrecht. Erst von 1947 bis 1957 wurde die Stadt elektrifiziert. Ebenfalls wurde ein Sägewerk errichtet.

## Bauwerke
- Die Pfarrkirche von 1824
- Die Bergkapelle aus dem 19. Jahrhundert
- Die Myszkowski-Kapelle von 1875
- Der Soldatenfriedhof aus dem Ersten Weltkrieg.

## Ansässige Unternehmen
Das größte und bedeutendste Unternehmen des Ortes ist der Obst- und Gemüseverarbeiter Tymbark S.A., das den Namen der Stadt sehr bekannt in Polen machte. Er wurde 1936 als eine Genossenschaft gegründet. Nach dem Ende des Zweiten Weltkrieges wurde das Unternehmen 1950 verstaatlicht. Heute zählt es zu den bedeutendsten Lebensmittelproduzenten Polens. Unter anderem werden Obst- und Gemüsesäfte sowie Marmelade produziert und weltweit exportiert. Seit 1999 gehört Tymbark zur Grupa Maspex Wadowice.